# Paul F. Knochenhauer
Paul F. Knochenhauer (* 8. Juli 1858 in Potsdam; † 23. Februar 1888 in Rom) war ein deutscher Architekt, Mitarbeiter der Deutschen Bauzeitung und veröffentlichte 1886 ein Buch über niederländische Fliesen-Ornamente.
Nachdem Knochenhauer in Rom an einer Lungenentzündung gestorben war, fand die Beisetzung auf dem evangelischen Friedhof in Rom statt.

## Veröffentlichungen

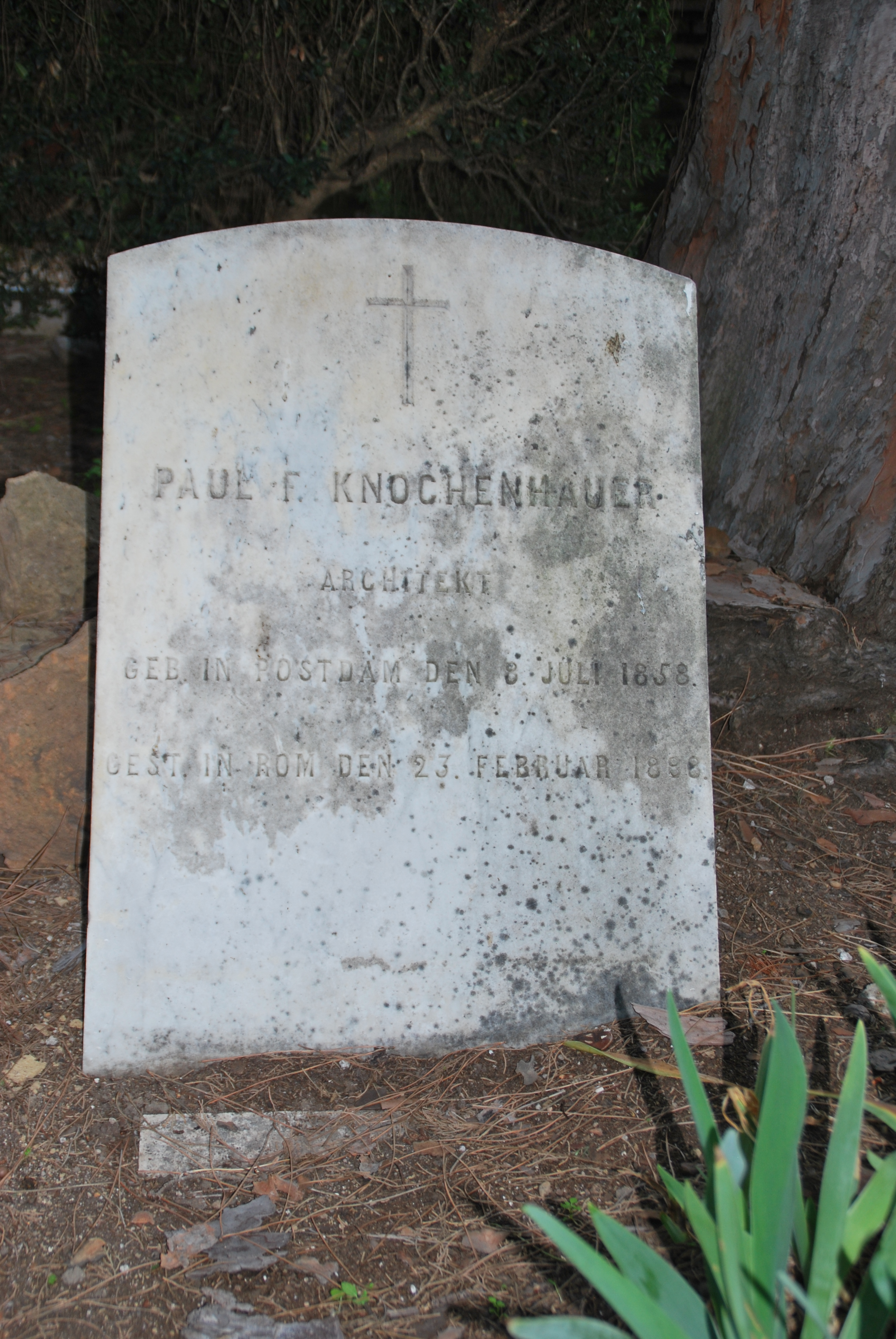
Grabstätte in Rom

- Max Bischof, Paul Knochenhauer: Das Chorgestühl der Kirche Sant Eusebio in Rom., Leipzig 1882
- Paul F. Knochenhauer, E. Jacobsthal: Niederländische Fliesen-Ornamente. 1886